# Villa consimilis
Villa consimilis är en tvåvingeart som först beskrevs av Thomson 1869.  Villa consimilis ingår i släktet Villa och familjen svävflugor. Inga underarter finns listade i Catalogue of Life.